# Leptogenys ravida
Leptogenys ravida är en myrart som beskrevs av Bolton 1975. Leptogenys ravida ingår i släktet Leptogenys och familjen myror. Inga underarter finns listade i Catalogue of Life.